# Aeropuerto de Vítiazevo
El Aeropuerto de Vítiazevo (del ruso: Аэропорт Витязево) o Aeropuerto de Anapa (Аэропорт Анапа) es un aeropuerto situado 5 km al norte de la ciudad-balneario de Anapa, en el krai de Krasnodar de Rusia. Se halla en las inmediaciones de Tsibanobalka y Vítiazevo. 
Es operado por la OAO Aeroport Anapa, parte del holding Aeroporty Yuga, propiedad de la compañía Basel Aero, filial de la compañía Basic Element. Es un aeródromo de primera clase que puede servir a aviones de los tipos An-12, Il-18, Il-76, Tu-154, Tu-204, Tu-214, Yak-42, A319, A320, A321, B737 y a helicópteros de todo tipo. Es usado tanto por aviones civiles como por el Ministerio de Defensa de Rusia. En 2011 la pista fue reconstruida para albergar aeronaves más grandes.

## Aerolíneas y destinos

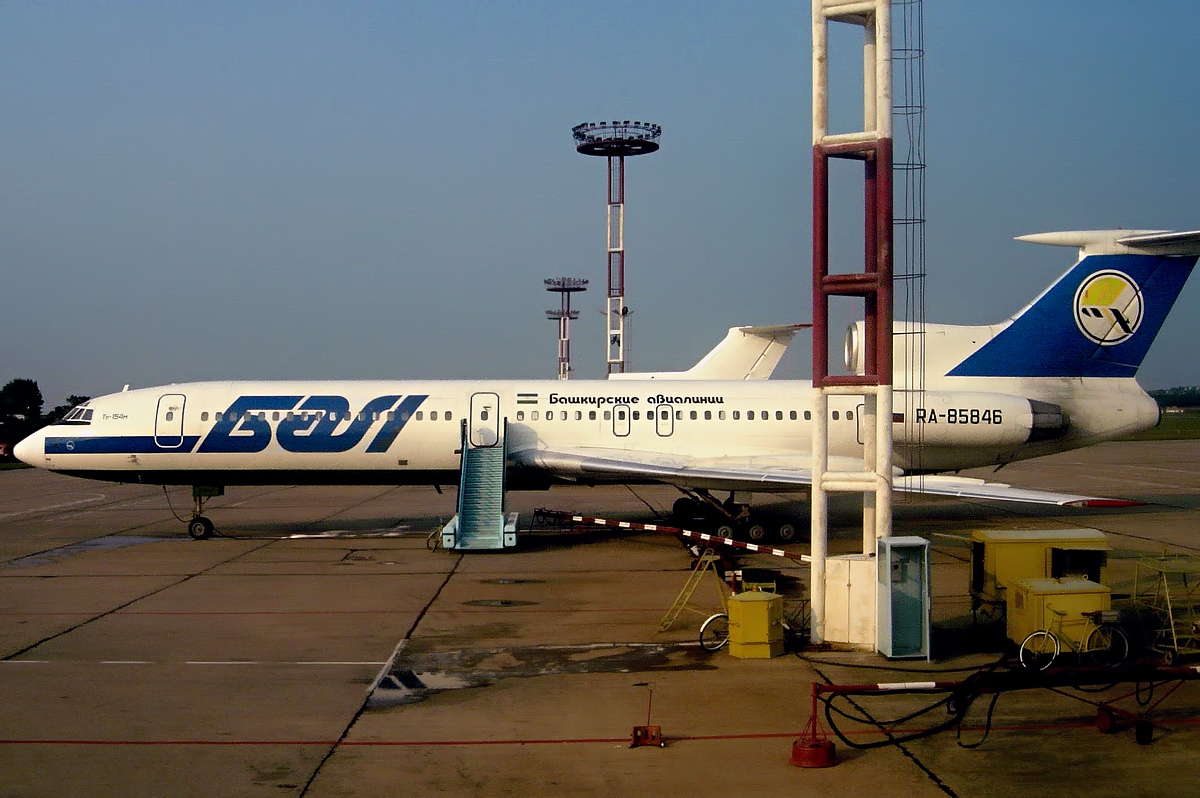
Bashkirian Airlines Tupolev Tu-154M

En el aeropuerto trajan las siguientes compañías aéreas:
| Aerolíneas            | Destinos                                                                                         |
| --------------------- | ------------------------------------------------------------------------------------------------ |
| Aeroflot              | Moscú–Sheremetyevo                                                                               |
| Armenia Airways       | Ereván                                                                                           |
| Gazpromavia           | Sovetsky                                                                                         |
| IrAero                | Moscú–Zhukovsky                                                                                  |
| NordStar              | Estacional: Moscú–Domodedovo                                                                     |
| Pobeda                | Estacional: Novosibirsk, San Petersburgo                                                         |
| Rossiya               | Estacional: San Petersburgo                                                                      |
| RusLine               | Estacional: Vorónezh                                                                             |
| S7 Airlines           | Moscú–Domodedovo, Novosibirsk Estacional: Ivanovo, Lipetsk                                       |
| Severstal Air Company | Petrozavodsk                                                                                     |
| SmartAvia             | Estacional: Nizhny Novgorod                                                                      |
| Ural Airlines         | Osh, Ekaterimburgo Estacional: Cheboksary, Kaliningrad, Nizhny Novgorod                          |
| Utair                 | Sochi Estacional: Khanty-Mansiysk, Moscú–Vnukovo, Nizhnevartovsk, Surgut, Syktyvkar, Tyumen, Ufá |